# 2666
2666 är en apokalyptisk roman från 2004 skriven av Roberto Bolaño. Den blev författarens sista roman och utgavs postumt, ett år efter hans död. Författaren hade ursprungligen tänkt sig att bokens fem delar skulle släppas som separata romaner, för att säkra sina barns ekomomiska framtid. Efter Bolaños död valde dock hans efterlevande i samråd med bland andra bokens förläggare, att publicera romanen i sin helhet.
Stora delar av handlingen utspelar sig i den fiktiva staden Santa Teresa, som har jämförts med verklighetens Ciudad Juárez. Bokens första del följer en grupp litteraturvetare som söker efter den gåtfulle tyske författaren Benno von Archimboldi. I bokens andra del har den chilenske professorn Óscar Amalfitano flyttat till Santa Teresa med sin dotter för att undervisa vid stadens universitet. Den tredje delen följer den amerikanske journalisten Quincy Williams resa till staden och i den fjärde följer stadens poliskår och dess ofta resultatlösa utredningar kring den epidemi med kvinnomord som drabbat staden. Bokens sista del är en biografi över Archimboldis liv och återberättar även hans systers försökt att få ut sin son ur Santa Teresas centralfängelse. Motivet med de mördade mexikanska kvinnorna dyker upp i bokens samtliga delar och har tolkats som berättelsens röda tråd.
2666 utgavs för första gången i svensk översättning, av Lena E. Heyman, 2010. Denna översättning belönades med priset för Årets översättning 2010.

## Utmärkelser
- 2004 - Barcelonas litterära pris
- 2005 - Salombópriset
- 2009 - National Book Critics Circle Award för bästa fiktion.